# Boris Andrejewitsch Pilnjak

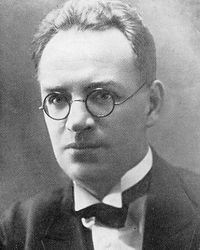
Boris Pilnjak (ohne Jahr)

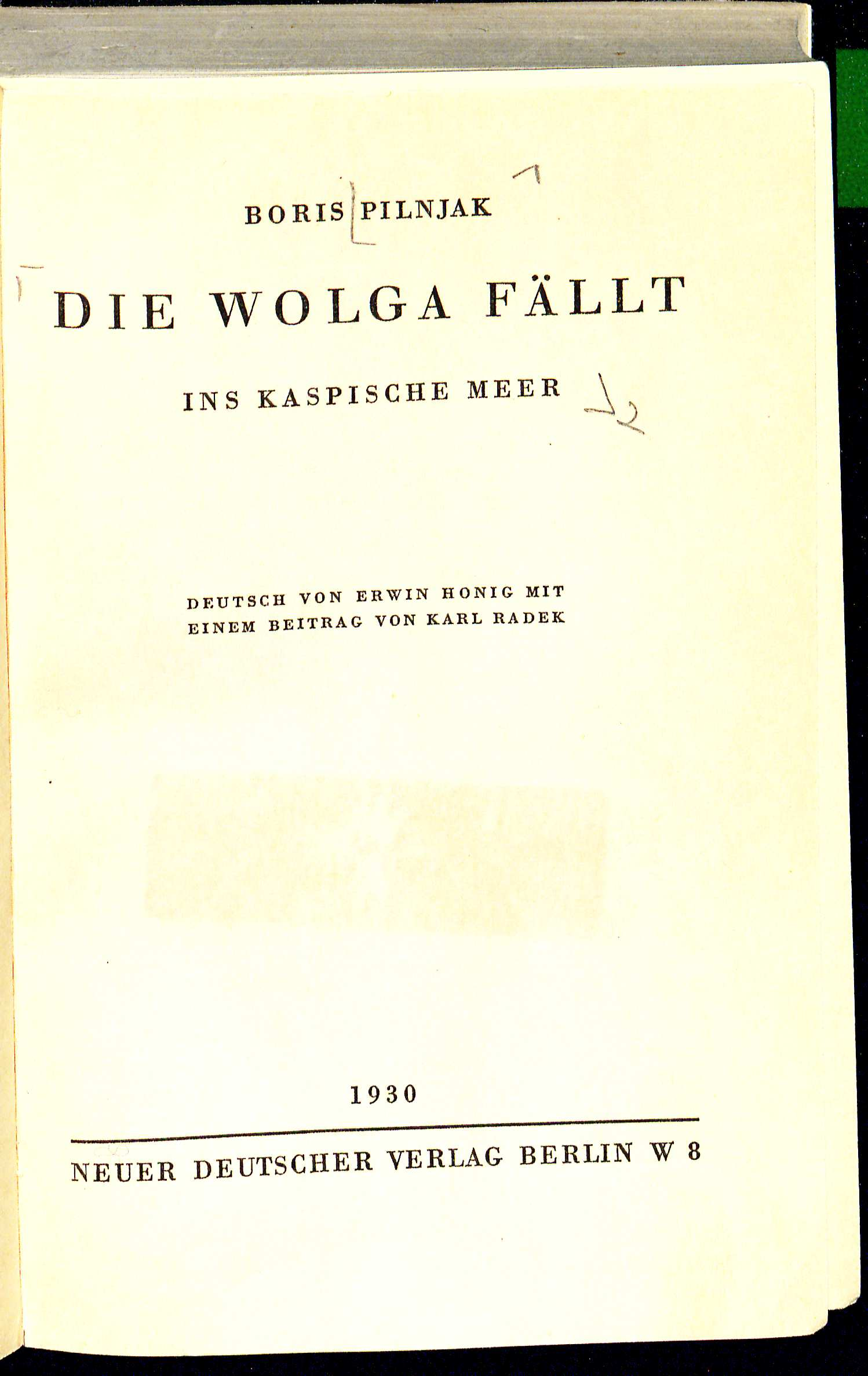
Die Wolga fällt ins Kaspische Meer, Übersetzung 1930

Boris Andrejewitsch Pilnjak (russisch: Борис Андреевич Пильняк, eigentlich Boris Andrejewitsch Wogau; * 29. Septemberjul. / 11. Oktober 1894greg. in Moschaisk; † 21. April 1938 in Moskau) war ein sowjetischer russischsprachiger Schriftsteller.

## Leben
Pilnjak wurde als Sohn eines Tierarztes geboren. Sein Vater war wolgadeutscher Abstammung, jedoch in seiner russischen Umgebung assimiliert; die Mutter stammte aus einer Saratower Kaufmannsfamilie.
Kindheit und Jugend verbrachte er in den russischen Städten Saratow, Bogorodsk, Nischni Nowgorod und Kolomna. Die ersten Schreibversuche unternahm er schon mit neun Jahren, im März 1909 veröffentlichte eine Zeitschrift ein frühes Werk. 1913 schloss er das Realgymnasium in Nischni Nowgorod ab, 1920 machte er seinen Abschluss an der Moskauer Handelsakademie.
Seine Karriere als Schriftsteller begann er 1915, als eine Reihe von Zeitschriften Erzählungen veröffentlichten. Seit diesem Zeitpunkt benutzte er das Pseudonym Pilnjak – ein regionaler Ausdruck für Waldarbeiter. Im Jahr 1918 erschien seine erste Sammlung von Erzählungen unter dem Titel Mit dem letzten Dampfer (С последним пароходом). Er selbst hielt von diesem Erstling nicht viel, nur die Erzählungen Über der Schlucht (Над оврагом) und Tode (Смерти) schloss er später regelmäßig in Gesamtausgaben seiner Werke ein.
Den aus dem Jahr 1920 stammenden Sammelband Gewesenes (Быльё) bezeichnete Pilnjak als den „ersten Erzählband über die Sowjetrevolution in der RSFSR“. Etliche Erzählungen aus diesem Werk gingen als selbständige Kapitel in den 1922 veröffentlichten Roman Nacktes Jahr (Голый год) ein. 1922 fuhr er mit Billigung der bolschewistischen Kulturpolitiker nach Berlin, um dorthin emigrierte Schriftsteller zur Rückkehr nach Sowjetrussland zu überreden. Er wohnte bei Alexei Remisow, einem der prominenteren Emigranten, der allerdings das Rückkehrangebot ignorierte.
1926 erregte Pilnjak erstmals das Missfallen der Parteiführung um Stalin, da er in seiner Erzählung Die Geschichte vom nichtausgelöschten Mond (Повесть непогашенной луны) das Gerücht aufgriff, der Tod des Armeeführers Michail Frunse bei einer Magenoperation sei gezielt aufgrund einer Geheimanweisung Stalins herbeigeführt worden. 1929 fiel seine Erzählung Mahagoni (Krasnoje Derewo), die das Leben in der russischen Provinz schildert, in der Sowjetunion der Zensur zum Opfer. Der Fall wurde international diskutiert; Maxim Gorki und Henri Guilbeaux mischten sich ein.
1934 gehörte Pilnjak zu den Autoren einer Gemeinschaftspublikation unter Maxim Gorki als Herausgeber, die die Zwangsarbeit beim Bau des Weißmeer-Ostsee-Kanals verherrlichte und die an die Teilnehmer des 17. Parteitags der KPdSU verteilt wurde. 1937 wurde das Buch in der Sowjetunion verboten und aus dem Verkehr gezogen.
Pilnjak wurde am 28. Oktober 1937 verhaftet und am 21. April 1938 von der Militärkammer des Obersten Gerichts der UdSSR unter fingierter Anklage (Spionage für Japan) wegen Verbrechen gegen den Sowjetstaat zum Tode verurteilt. Ihm wurde auch vorgeworfen,  Trotzkist zu sein; in der Tat hatte er freundschaftliche Kontakte zu Lew Trotzki gepflegt. Das Urteil wurde am gleichen Tag in Moskau durch Erschießen vollstreckt. Nach Recherchen der russischen Gesellschaft Memorial befinden sich Pilnjaks sterbliche Überreste in einem vom Zentralapparat des NKWD bei Kilometer 24 der Kalugaer Chaussee (Калужское шоссе) in der Nähe der ehemaligen Moskauer Sowchose Kommunarka (Коммунарка) eingerichteten Massengrab zusammen mit denen von rund 6.500 anderen Opfern des Stalinschen Terrors. An diesem Platz wurden hingerichtete Mitglieder der sowjetischen Elite begraben.

## Rezeption in Russland
Die Geschichte vom nichtausgelöschten Mond gehörte zu den ersten Texten, die seit Ende der fünfziger Jahre des 20. Jahrhunderts im sowjetischen Samisdat kursierten. Pilnjak wurde zwar als Opfer der Stalinzeit 1956 rehabilitiert, doch die erste Auswahl seiner Werke nach seinem Tod in der Sowjetunion gab es erst 1976 – das ZK der KPdSU hatte 1956 beschlossen, Pilnjaks Werke seien nicht zeitgemäß und eine Publikation komme erst nach zwanzig Jahren in Frage.
Das Manuskript zu seinem letzten Roman Der Salzspeicher, in dem er eine gelingende kommunistische Revolution aus Sicht der einfachen Bevölkerung skizziert, wurde durch seine erste Frau Maria Sokolowa gerettet und erst 1964 im Zuge der kurzen Liberalisierung in der UdSSR der Öffentlichkeit auszugsweise zugänglich. Die erste vollständige Veröffentlichung erfolgte in Russland erst 1990.
Eine umfassende Edition von Pilnjaks Briefen erschien 2010 (siehe unten Pis'ma v 2 tomach, 758 Briefe, ca. 430 davon erstveröffentlicht).
Pilnjak wird sowohl in den Erinnerungen Ilja Ehrenburgs (Menschen – Jahre – Leben) wie Victor Serges (Erinnerungen eines Revolutionärs) wiederholt erwähnt. Mit Serge war er befreundet.

## Werke
Schon früh im Visier der sowjetischen Zensurbehörden nutzte Pilnjak als einer der ersten sowjetischen Schriftsteller die Möglichkeit des Tamisdat: obwohl der Autor seinen Wohnsitz in Sowjetrussland hatte, erschien ein Teil seiner Werke in den zwanziger Jahren in russischen Berliner Exilverlagen.

### In der Sowjetunion publiziert
- Todbringendes lockt (Смертельное манит) (1921, bereits 1922 durch die Politkontrolle der OGPU konfisziert)[6]
- Maschinen und Wölfe (Машины и волки) (1925)
  - deutsche Übersetzung : Maschinen und Wölfe : Roman aus den Jahren der Russischen Revolution. Autorisierte Übersetzung aus dem Russischen von Mascha Schilskaja unter Mitarbeit von Werner Helwig. Pegasus Verlag, Zürich 1946 Hathitrust Wisconsin = frei zugängliche Kopie auf Internet Archive
- Die Geschichte vom nichtausgelöschten Mond (Повесть непогашенной луны) (1926 in «Новый мир», 1926, № 5)
- Erzählungen (Das nackte Jahr; Seine Hoheit Kneeb Piter Komondor, Die dritte Hauptstadt, Schneesturm) (Рассказы ; с вступительной статьей А. Воронского. - Москва : Кооперативное издательство писателей "Никитинские субботники", 1927. (Библиотека современных писателей для школы и юношества / под редакцией Е. Ф. Никитиной)) - in Russisch Russische Elektronische Bibliothek
- Gewöhnliche Erzählungen (Очередные повести) (nur Russisch) [Москва] : артель писателей "Круг", 1927 (тип. "Красная Пресня") (Новости русской литературы). Russische Elektronische Bibliothek
- Die Wolga fällt ins Kaspische Meer (Волга впадает в Каспийское море) (1930)
  - deutsche Übersetzung : Die Wolga fällt ins Kaspische Meer. Übersetzung Erwin Honig. Darin: Karl Radek: Boris Pilnjaks Stellung in der sowjetrussischen Literatur, S. V–XXIII. Berlin : Neuer Deutscher Verlag, 1930 (Band 100 von Universum-Bücherei für alle) Hathitrust University of California = dass. Google Books = frei zugängliche Kopie auf Internet Archive; Google Books Ex. Stanford University = frei zugängliche Kopie auf Internet Archive
- OKAY (Amerikanischer Roman) (О’КЭЙ (Американский роман)) Verlag Federacija, Moskau (1933) - in Russisch Russische Elektronische Bibliothek
- Steine und Wurzeln (Камни и корни) Verlag Sovetskaja literatura, Moskau (1934) - in Russisch Russische Elektronische Bibliothek

### Im Tamisdat veröffentlicht
- Gewesenes (Быльё); Reval 1922
  - deutsche Übersetzung : Byl'e = Gewesenes : mit einer Einleitung und bibliographischen Hinweisen von Adelheit Schramm. (Slavische Propyläen Band 76). Reprint der Ausgabe Reval 1922. Fink Verlag, 1971
- Stiefmütterchen (Иван-да-Марья) (nur Russisch); Berlin, S. J. Grschebin, 1922
- Nacktes Jahr (Голый год); Berlin, S. J. Grschebin, 1922
  - Das nackte Jahr : Roman. Deutsche Übersetzung von Mascha Schillskaja. Goldmann, München 1964
  - Das nackte Jahr : Roman, ins Deutsche übersetzt von Günter Dalitz mit einem Nachwort von Roland Opitz. Aufbau-Verlag, Berlin & Weimar 1980
  - Das nackte Jahr : Roman von Boris Pilʹnjak, ins Deutsche übersetzt von Günter Dalitz. Suhrkamp, Frankfurt / Main 1981
- SPB - Sankt Peterburg (Повесть петербургская или Святой-камень-город) (nur Russisch) Helikon-Verlag, Berlin 1922 Russische Elektronische Bibliothek
- Die Schneeflocke (Метелинка); Berlin, Ogonki, 1923
- Mahagoni (Красное дерево); Berlin, Petropolis, 1929
- Stoss ins Leben (Штосс в жизнь); Berlin, Petropolis 1929

### Postum veröffentlicht
- Der Salzspeicher (Соляной амбар), 1990. Deutsch: Leipzig, 1993; ISBN 3-378-00543-2.
- Dagmar Kassek (Hrsg.): Boris Pilnjak. „… ehrlich sein mit mir und Rußland“. Briefe und Dokumente; Frankfurt a. M. 1994; ISBN 3-518-40649-3.
- Elf Kapitel eines klassischen Berichts (Одиннадцать глав классического повествования), 1989. Deutsch: Die Doppelgänger; 1998, ISBN 3-518-41004-0.
- B.A. Pil'njak. Pis'ma v 2 tomach. T. I: 1906-1922. T. II: 1923-1937. Sostavlenie, podgotovka teksta, predislovie i primečanija K.B. Andronikasvili i D. Kassek. Moskva: IMLI RAN, 2010.
- Mahagoni : Erzählungen, Nördlingen : Greno 1988, ISBN 978-3-89190-241-7, Reihe Die Andere Bibliothek.
- Die Stadt der Winde : Erzählungen 1926 - 1935. S. Fischer Verlag, Frankfurt / Main 1991

### Russische Ausgabe seiner Werke von 2003
- Собрание сочинений.
  - Т. 1 : Голый год ; Повести ; Рассказы (2003)
    - Голый год: Роман; Повести: При дверях; Иван-да-Марья; Метель; Рассказы: Целая жизнь; Смерти; Год их жизни; Смертельное манит; Снега; Тысяча лет и др.

  - Т. 2 : Машины и волки (2003)
  - Т. 3 : Повести ; Рассказы ; Корни японского солнца (2003)
    - Корни японского солнца: Роман ; Повести: Заволочье; Большое сердце; Китайская повесть; Китайская судьба человека; Рассказы: Старый сыр; "Speranza"; Жених во полуночи; Рассказ о ключах и глине; Рассказ о том, как создаются рассказы и др.

  - Т. 4 : Повести ; Рассказы ; Волга впадает в Каспийское море (2003)
    - Повести: Иван Москва; Штосс в жизнь; Красное дерево; Рассказы: Поокский рассказ; Орудия производства; Дело смерти; Верность; Нижегородский откос; Телеграфный смотритель; Немецкая история и др.

  - Т. 5 : Рассказы ; О' кэй. Американский роман ; Камни и корни (2003)
    - Содерж.: Рассказы: Пространства и время; Собачья судьба; Рассказ и двадцатом годе; Камень, небо; Большой шлем; Рождение человека; Романы: О'кэй. Американский роман; Камни и корни

  - Т. 6 : Рассказы ; Созревание плодов ; Соляной амбар (2004)
    - Рассказы: Заштат; Отец и сын; Игрушки; Романы: Созревание плодов; Соляной амбар